# Sitophilus
Sitophilus är ett släkte av skalbaggar som beskrevs av Carl Johan Schönherr 1838. Enligt Catalogue of Life ingår Sitophilus i familjen Dryophthoridae, men enligt Dyntaxa är tillhörigheten istället familjen vivlar.

## Bildgalleri

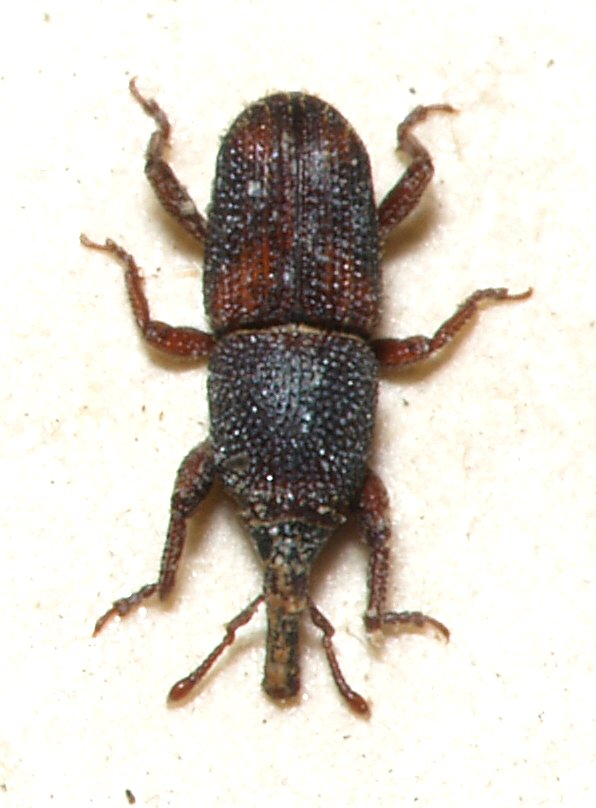
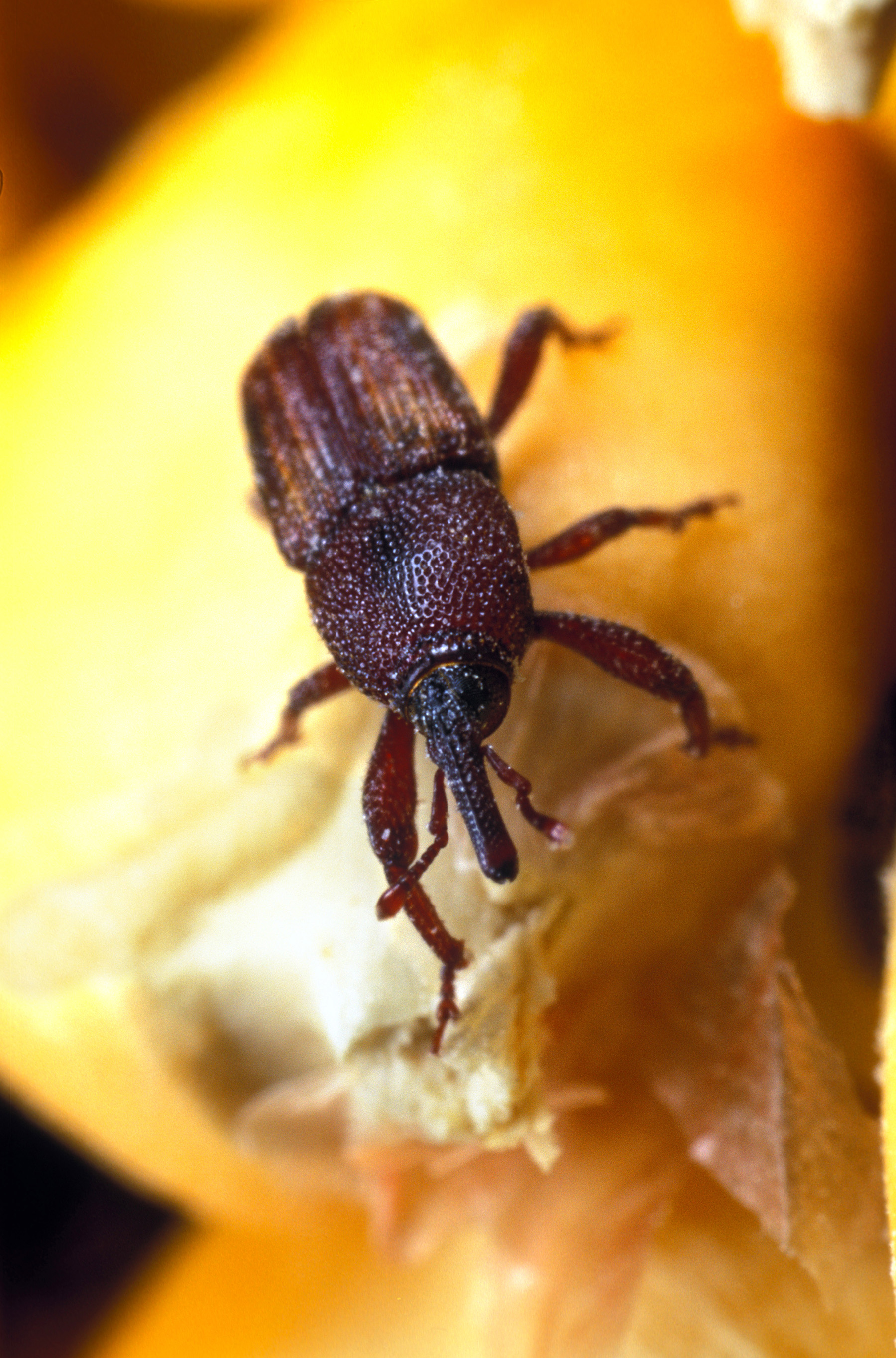

## Dottertaxa tillSitophilus, i alfabetisk ordning[1][2]
- Sitophilus banoni
- Sitophilus banonii
- Sitophilus chilensis
- Sitophilus cribrosus
- Sitophilus decauxi
- Sitophilus exarata
- Sitophilus exaratus
- Sitophilus frugilegus
- Sitophilus frumenti
- Sitophilus funebris
- Sitophilus glandium
- Sitophilus gotschi
- Sitophilus gotschii
- Sitophilus granarius
- Sitophilus incarnatus
- Sitophilus laevicosta
- Sitophilus linearis
- Sitophilus longiusculus
- Sitophilus mellerborgi
- Sitophilus mellerborgii
- Sitophilus oryzae
- Sitophilus pulicarius
- Sitophilus pumilus
- Sitophilus quadriguttatus
- Sitophilus quadrimacula
- Sitophilus quadrinotatus
- Sitophilus remotepunctatus
- Sitophilus rugicollis
- Sitophilus rugosicollis
- Sitophilus rugosulus
- Sitophilus rugosus
- Sitophilus sasakii
- Sitophilus sculpturatus
- Sitophilus segetis
- Sitophilus setulosa
- Sitophilus setulosus
- Sitophilus shoreae
- Sitophilus stigmaticollis
- Sitophilus striatus
- Sitophilus subfasciatus
- Sitophilus subsignata
- Sitophilus subsignatus
- Sitophilus taitensis
- Sitophilus tamarindi
- Sitophilus unicolor
- Sitophilus viduus
- Sitophilus zeae-mais
- Sitophilus zeamais